# Liste römischer Talsperren
Dies ist eine Liste römischer Talsperren. Trotz beachtlicher Leistungen der Römer im Staudammbau, die den Vergleich mit ihren Aktivitäten im Aquädukt-, Brücken- und Straßenbau nicht zu scheuen brauchen, ist dieses Feld bislang vergleichsweise wenig erforscht worden.

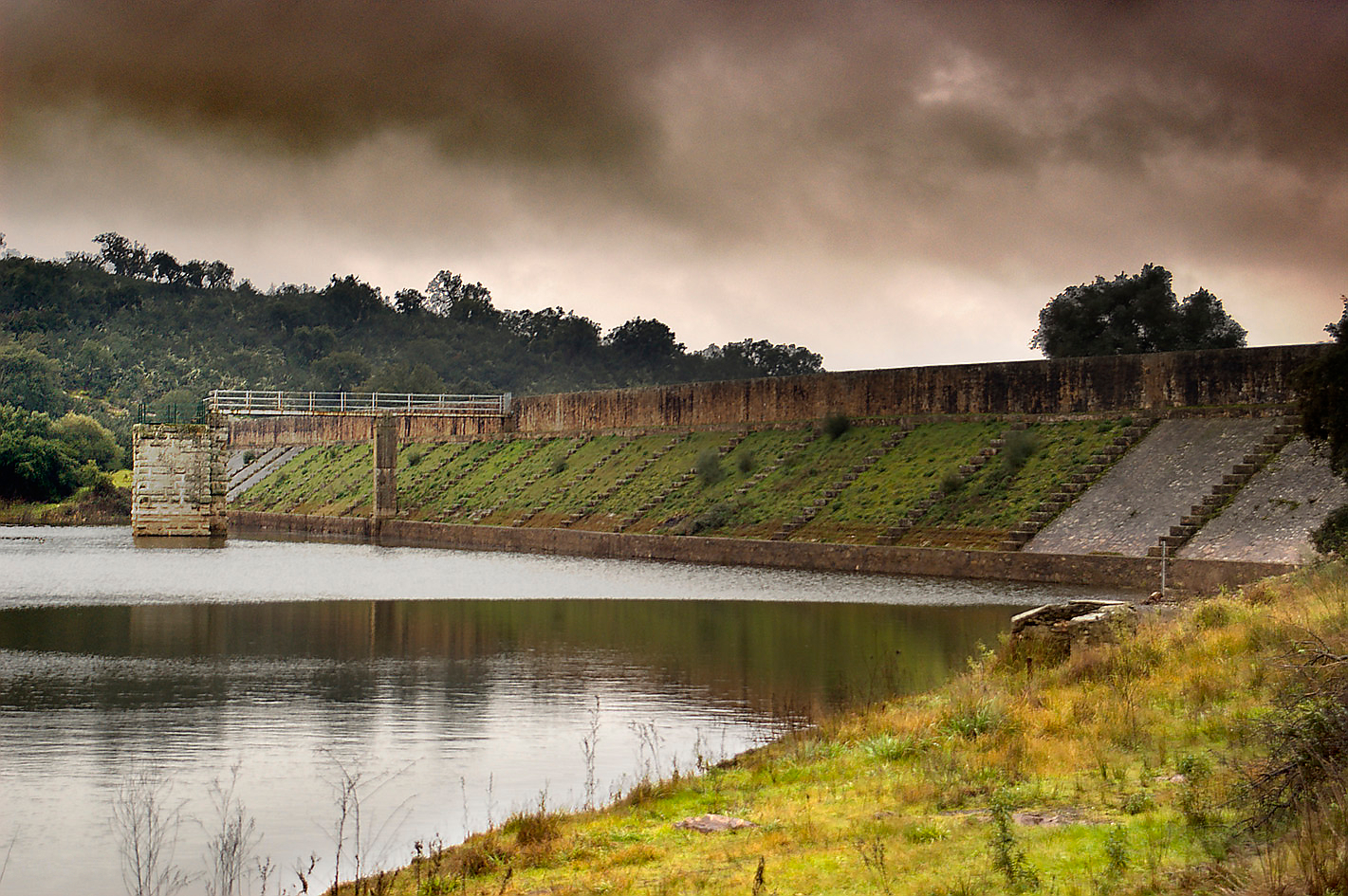
Die Cornalvo-Talsperre in Spanien aus dem 1. oder 2. Jahrhundert n. Chr.

Die Konstruktion von Talsperren wurde von den Römern in der frühen Kaiserzeit aufgenommen. Das Gros der Bauten findet sich in den semiariden Randzonen des Imperiums, insbesondere in den nordafrikanischen und vorderasiatischen Provinzen sowie auf der iberischen Halbinsel. Die hohe Anzahl spanischer Dammbauten in der Liste erklärt sich teilweise aus der intensiveren Feldforschung, die in diesem Land betrieben wurde. Aus dem italienischen Kernbereich ist dagegen nur ein einziger antiker Dammkomplex bekannt, die von Kaiser Nero (54–68 n. Chr.) zu Erholungszwecken errichteten Staumauern von Subiaco, die aufgrund ihrer bis zum Spätmittelalter unübertroffenen Höhe allerdings von besonderem Interesse sind.
Die gebräuchlichsten Sperren waren Erd- oder Steindämme sowie Gewichtsmauern aus Mauerwerk. Ihre Funktionen waren wie schon zu Zeiten der hydraulischen Gesellschaften des Nahen Ostens recht verschieden und konnten etwa in der Bewässerung, dem Hochwasserschutz, der Flussumleitung oder der Retention von fruchtbarem Erdreich liegen. Häufig dienten Talsperren gleich mehreren dieser Zwecke.
Der römische Staudammbau hob sich von seinen Vorgängern insbesondere durch die „Befähigung der Römer, den Baubetrieb in großem Maßstab zu planen und organisieren“ ab. Dies erlaubte den Bau großer Stauseen, die die angeschlossenen Städte auch in der Trockenperiode mit Trinkwasser versorgen konnten – ein heute allgemein verbreitetes Konzept, das aber bis dato nur selten Anwendung gefunden hatte.
Die Erfindung von hydraulischem Mörtel und vor allem Beton verringerte die Wasserdurchlässigkeit römischer Staumauern. Die neuartigen Baumaterialien schufen überdies die Möglichkeit zum Bau größerer Sperrwerke, wie beispielsweise des Sees von Homs, der womöglich größten Stauanlage der Antike, oder des Harbaqa-Staudamms, die beide im Kern aus Beton bestehen.
Insgesamt betrachtet legten römische Baumeister im Talsperrenbau ein hohes Maß an Innovationsfähigkeit an den Tag. Während Sperren bis dahin einzig aufgrund ihres Eigengewichtes dem Wasserdruck widerstanden, erkannten die Römer als erste die stabilisierende Wirkung von Bögen und Stützpfeilern im Mauerverband. Zu den von ihnen eingeführten neuartigen Staumauer-Typen gehörten:
- Bogengewichtsmauern[11]
- Bogenstaumauern[12]
- Pfeilerstaumauern[13]
- Vielfachbogenmauern[14]

Nicht zuletzt gehen auch die Anfänge kombinierter Damm-Brückenbauten, die in der Folge häufig im Iran zu finden waren, auf die Zwangsarbeit römischer Kriegsgefangener zurück (siehe Band-e Kaisar).

## Liste
Die Staudämme sind nach ihrer maximalen Höhe sortiert. Alle Abmessungen in Meter; bei abweichenden Werten wird jüngeren bzw. eingehenderen Untersuchungen der Vorzug gegeben. Bei Erddämmen bezieht sich die Breite auf den Mauerwerkskörper.
| Höhe  | Breite | Kronen- länge | Bauwerks- oder Ortsname                    | Land       | Erbaut         | Bauart/Bemerkung |
| ----- | ------ | ------------- | ------------------------------------------ | ---------- | -------------- | --- |
| 50    | 13,5   | 0070?         | Staumauer von Subiaco                      | Italien    | 54–68          | Gewichtsstaumauer. Als künstlicher Vergnügungssee für Nero entworfen, blieb die Staumauer die höchste des Römischen Reichs, und bis zu ihrer Zerstörung 1305 in der gesamten Welt. |
| 34,0  | 38,0   | 0120,0        | Staudamm von Almonacid de la Cuba          | Spanien    | 1. Jh.         | Gewichtsstaumauer |
| 28,0  | 26,0   | 0194,0        | Cornalvo-Talsperre                         | Spanien    | 1.–2. Jh.      | Gewichtsstaumauer, heute noch in Betrieb |
| 21,6  | 05,9   | 0427,8        | Proserpina-Talsperre                       | Spanien    | 1.–2. Jh.      | Gewichtsstaumauer, heute noch in Betrieb |
| 21    | 0?     | 0365          | Harbaqa-Staudamm                           | Syrien     | 2. Jh.         | Gewichtsstaumauer |
| 20,0  | 04,0?  | >800,0        | Alcantarilla-Staudamm                      | Spanien    | 1. Jh.         | Gewichtsstaumauer |
| 16,6  | 06,9   | 0080,0        | Staudamm von Ermita de la Virgen del Pilar | Spanien    | 1.–2. Jh.      | Gewichtsstaumauer |
| 16    | 0?     | 0040          | Orükaya                                    | Türkei     | 2. Jh.         | Bogengewichtsmauer |
| 13,0  | 07,0?  | 0060,0        | Muel-Staudamm                              | Spanien    | 1. Jh.         | Gewichtsstaumauer |
| 12    | 03,9   | 0018          | Glanum-Staudamm                            | Frankreich | 1. Jh. v. Chr. | Bogenstaumauer, erste bekannte |
| 12    | 0?     | 0130          | Löstügun                                   | Türkei     | 6. Jh.         | Gewichtsstaumauer |
| 10    | 07,3   | 0150          | Kasserine-Staudamm                         | Tunesien   | 2. Jh.         | Bogengewichtsmauer |
| 08,4  | 02,7   | 0068,0        | La Pared de los Moros                      | Spanien    | 3. Jh.         | Gewichtsstaumauer |
| 07,0  | 02,0   | 0050,0        | Arroyo Salado                              | Spanien    | ?              | Gewichtsstaumauer |
| 07    | 020    | 2000          | See von Homs                               | Syrien     | 3. Jh.         | Gewichtsstaumauer, größter künstlicher Stausee bis dato (Speichervolumen von 90 Mio. m³), heute noch in Betrieb                                                                    |
| 07    | 0?     | 0193          | Ma'agan Micha'el (West)                    | Israel     | 4. Jh.         | Gewichtsstaumauer |
| 07    | 0?     | 0080          | Çavdarhisar                                | Türkei     | 2. Jh.         | Bogengewichtsmauer |
| 07    | 0?     | 0050          | Olisipo                                    | Portugal   | 2. Jh.         | Gewichtsstaumauer |
| ≈6,1  | 0?     | 00?           | Qasr Khubbaz                               | Syrien     | ?              | ? |
| 06,0? | 03,0   | 0050,0        | Arévalo                                    | Spanien    | 2. Jh.         | Gewichtsstaumauer |
| 05,6  | 02,2   | 0320,0        | Esparragalejo-Staudamm                     | Spanien    | 1. Jh.         | Pfeilerstaumauer, erste bekannte |
| 05,2  | 01,9   | 0095,0        | Las Tomas                                  | Spanien    | 4. Jh.         | Pfeilerstaumauer |
| ≈5    | 06     | 0062          | Muro da Prega                              | Portugal   | ?              | ? |
| 05    | 0?     | 0091          | Wadi Megenin                               | Libyen     | 2. Jh.         | Pfeilerstaumauer |
| 04,8  | 02,6   | >632,0        | Consuegra-Staudamm                         | Spanien    | 3.–4. Jh.      | Pfeilerstaumauer |
| 04,6  | 04,2   | 0174          | Staudamm von Muro                          | Portugal   | ?              | ? |
| 04,5  | 02,7   | 0141,1        | El Paredón                                 | Spanien    | 3. Jh.         | Gewichtsstaumauer |
| 04,5  | 02,5   | 0019,5        | Melque VI                                  | Spanien    | ?              | Gewichtsstaumauer |
| >4,0  | 01,0   | 0102,0        | Unterer Iturranduz-Staudamm                | Spanien    | 2. Jh.         | Pfeilerstaumauer |
| 04,0  | 05,6   | 0100,0        | La Pesquera                                | Spanien    | ?              | Gewichtsstaumauer |
| 04    | 0?     | 0300          | Böget                                      | Türkei     | 2. Jh.         | Gewichtsstaumauer |
| 03,7  | 01,8   | 0139,0        | Araya                                      | Spanien    | 2. Jh.         | Pfeilerstaumauer |
| 03,6  | 03,5   | 0097,8        | Vega de Sta. María                         | Spanien    | ?              | Pfeilerstaumauer |
| 03,5  | 02,0   | 0040,0        | Arroyo Bejarano                            | Spanien    | 1. Jh.         | Gewichtsstaumauer |
| >3,0  | 03,0   | 0170,0        | Charca de Valverde                         | Spanien    | ?              | Gewichtsstaumauer |
| 03,0  | 03,4   | 0200,0        | Las Muelas                                 | Spanien    | 2. Jh.         | Pfeilerstaumauer |
| 03,0  | 03,0?  | 0029,0        | Azud de la Rechuela                        | Spanien    | ?              | Pfeilerstaumauer |
| 03,0  | 02,3   | 0030,0        | Les Parets Antiques                        | Spanien    | 3.–4. Jh.      | Gewichtsstaumauer |
| 03,0  | 02,2   | 0150,0        | Villafranca                                | Spanien    | 2.–3. Jh.      | Pfeilerstaumauer |
| 03,0  | 01,8   | 0098,0        | Mesa de Valhermoso                         | Spanien    | 2.–3. Jh.      | Gewichtsstaumauer |
| 03,0  | 01,5   | 0030,0        | Castillo de Bayuela                        | Spanien    | 2.–3. Jh.      | Pfeilerstaumauer |
| 03,0? | 0?     | 00?           | San Martín de la Montiña                   | Spanien    | 1.–2. Jh.      | Gewichtsstaumauer |
| 02,5  | 05,0   | 0100,0        | Cañada del Huevo                           | Spanien    | 2. Jh.         | Pfeilerstaumauer |
| 02,5  | 01,5   | 0025,0        | Pineda o Ca'La Verda                       | Spanien    | 3. Jh.         | Gewichtsstaumauer |
| 02,4  | 01,2   | 0080,0        | Paerón I                                   | Spanien    | 1.–2. Jh.      | Gewichtsstaumauer |
| 02,2  | 01,0   | 0015,0        | Palomera Baja                              | Spanien    | 3. Jh.         | Gewichtsstaumauer |
| 02,2? | 01,0?  | 0030,0?       | El Peral                                   | Spanien    | 1.–2. Jh.      | Gewichtsstaumauer |
| 02,1  | 01,9   | 0040,8        | Moracantá                                  | Spanien    | 1.–2. Jh.      | Gewichtsstaumauer |
| >2,0  | 02,5   | 0080,0        | Los Paredones                              | Spanien    | 1.–2. Jh.      | Gewichtsstaumauer |
| >2,0  | 00,8   | 0052,0–180?   | La Cuba                                    | Spanien    | 2.–3. Jh.      | Gewichtsstaumauer |
| 02    | 10–12  | 0516          | Band-e Kaisar                              | Iran       | 3. Jh.         | Gewichtsstaumauer, erste Dammbrücke (Stauwehr mit Bogenbrücke) |
| 02,0  | 01,0   | 0056,0        | Staudamm von Puy Foradado                  | Spanien    | 2.–3. Jh.      | Bogengewichtsmauer |
| 01,8  | 01,6   | 0081          | Staumauer von Cuba                         | Portugal   | ?              | Gewichtsstaumauer |
| 01,6  | 0?     | 00?           | Las Mezquitas                              | Spanien    | 2. Jh.         | Gewichtsstaumauer |
| >1,5  | 01,1   | 0030,0        | Paerón II                                  | Spanien    | 1.–2. Jh.      | Pfeilerstaumauer |
| 01,5  | 00,8   | 0035,0        | El Pont d’Armentera                        | Spanien    | 2.–4. Jh.      | Gewichtsstaumauer |
| 01,3  | 01,6   | 0230,0        | El Hinojal (Las Tiendas)                   | Spanien    | 3.–4. Jh.      | Pfeilerstaumauer |
| 01,3  | 01,4   | 0014,7        | El Argamasón                               | Spanien    | 2.–3. Jh.      | Gewichtsstaumauer |
| 01,2  | 02,4   | 0030,0        | Balsa de Cañaveral                         | Spanien    | 4. Jh.         | Gewichtsstaumauer |
| 01,1  | 00,7   | 0013,4        | Río Frío                                   | Spanien    | 1. Jh.         | Gewichtsstaumauer |
| 01    | 11     | 0≈56          | Monte Novo do Castelinho                   | Portugal   | 2. Jh.         | ? |
| >0,9  | 00,7   | 0007,6        | El Peral II                                | Spanien    | ?              | Pfeilerstaumauer |
| 00,9  | 00,7   | 0040,0        | Azud de los Moros                          | Spanien    | 1. Jh.         | Gewichtsstaumauer |
| >0,8  | 01,6   | 0060,0–80,0   | Valencia del Ventoso                       | Spanien    | 3.–4. Jh.      | Gewichtsstaumauer |
| >0,8  | 01,1   | 0050,0        | El Chaparral                               | Spanien    | 3.–4. Jh.      | Gewichtsstaumauer |
| 0?    | 00,7   | 0150,0        | Oberer Iturranduz-Staudamm                 | Spanien    | 3.–4. Jh.      | Pfeilerstaumauer |
| 0?    | 0?     | 0900          | Leptis Magna (Wadi Caam II)                | Libyen     | 2.–3. Jh.?     | ? |
| 0?    | 0?     | 00?           | Leptis Magna (Wadi Caam I)                 | Libyen     | 2.–3. Jh.?     | ? |
| 0?    | 0?     | 00?           | Leptis Magna (Wadi Lebda)                  | Libyen     | 2.–3. Jh.?     | Pfeilergestützte Mauer |
| 0?    | 0?     | 00?           | Las Adelfas                                | Spanien    | 2. Jh.         | Gewichtsstaumauer |
| 0?    | 0?     | 00?           | Monroy                                     | Spanien    | ?              | Gewichtsstaumauer |
| 0?    | 0?     | 00?           | Odrón y Linares                            | Spanien    | ?              | Gewichtsstaumauer |
| 0?    | 0?     | 00?           | Soufeiye                                   | Syrien     | ?              | Gewichtsstaumauer |
| 0?    | 0?     | 00?           | Dara-Staudamm                              | Türkei     | 560            | Bogenstaumauer, erste Beschreibung der Bogenwirkung im Staumauerbau durch Prokop (De Aedificiis II.3)                                                                              |